# Eligmodonta reisseri
Eligmodonta reisseri är en fjärilsart som beskrevs av Charles E. Rungs 1957. Eligmodonta reisseri ingår i släktet Eligmodonta och familjen tandspinnare. Inga underarter finns listade i Catalogue of Life.